# Porzecze (rejon brzostowicki)
Porzecze (biał. Парэ́чча, Pareczcza, ros. Поречье, Porieczje) – wieś na Białorusi, w obwodzie grodzieńskim, w rejonie brzostowickim, w sielsowiecie makarowieckim. Położona jest 45 km na południe od Grodna, 1,5 km od granicy polsko-białoruskiej, w pobliżu ujścia rzeki Krynki do Świsłoczy, w oficjalnej strefie przygranicznej Białorusi.

## Historia
W czasach zaborów wieś w granicach Imperium Rosyjskiego, w guberni grodzieńskiej, w powiecie grodzieńskim, w gminie Krynki, w 2. okręgu policyjnym. Od 1919 r. w granicach II Rzeczypospolitej. 7 czerwca 1919 roku, wraz z całym powiatem grodzieńskim, weszła w skład okręgu wileńskiego Zarządu Cywilnego Ziem Wschodnich – tymczasowej polskiej struktury administracyjnej. Latem 1920 roku zajęta przez bolszewików, następnie odzyskana przez Polskę. 20 grudnia 1920 roku włączona wraz z powiatem do okręgu nowogródzkiego. Od 19 lutego 1921 roku w województwie białostockim, w powiecie grodzieńskim, w gminie Krynki. W 1921 r. we wsi było 81 domów mieszkalnych.
W wyniku napaści ZSRR na Polskę we wrześniu 1939 r. miejscowość znalazła się pod okupacją sowiecką. 2 listopada została włączona do Białoruskiej SRR. 4 grudnia 1939 r. włączona do nowo utworzonego obwodu białostockiego. Od czerwca 1941 roku pod okupacją niemiecką. 22 lipca 1941 r. włączona w skład okręgu białostockiego III Rzeszy. W 1944 roku doszło tam do walk pomiędzy Niemcami i Sowietami. Niemcy, cofając się, spalili wieś. Część ludności wówczas opuściła ją i rozpierzchła się po okolicy. Miejscowość została ponownie zajęta przez wojska sowieckie i włączona do obwodu grodzieńskiego Białoruskiej SRR. W wyniku przymusowych wysiedleń ludności polskiej wieś opustoszała. Większość pozostałych mieszkańców przeszła na polską stronę odległej o kilometr granicy. Od 1991 r. w składzie niepodległej Białorusi.

## Demografia
Według spisu powszechnego z 1921 roku, wieś zamieszkana była przez 451 osób, w tym 427 Polaków i 24 Białorusinów. Katolicyzm wyznawało 393 mieszkańców wsi, prawosławie – 58. Obecnie zachowało się zaledwie kilka budynków i bardzo nieliczni mieszkańcy.